# Marktrodach
Marktrodach è un comune tedesco di 3 984 abitanti, situato nel land della Baviera.